# Настольные игры немецкого стиля
Насто́льные и́гры неме́цкого сти́ля (немецкие игры, европейские игры, еврогейм) — широкий класс настольных игр, сформировавшийся в Германии к концу XX века. Игры немецкого стиля характеризуются относительно простыми правилами, небольшой или средней продолжительностью партии, довольно высоким уровнем абстракции, большим взаимодействием игроков. Значительная доля семейных игр является играми немецкого стиля.
На Западе игры данного класса часто называют дизайнерскими, авторскими (англ. designer board games, нем. Autorenspiel), подчёркивая высокую роль разработчика в характере игры. Как правило, имя автора занимает видное место на коробке.
Зачастую противопоставляются играм американского стиля («америгейм»); под последними понимаются игры, основанные на прямой жёсткой конфронтации игроков.

## Особенности игр

### Игровой материал
Игровой материал отличается высоким качеством изготовления и соответствующей организацией. Поле и карточки имеют подходящее теме игры причудливое оформление, для которого обычно привлекаются профессиональные художники и дизайнеры. Фишки и другие мелкие детали зачастую изготавливаются из древесины, а не из пластика.
Информация на игровом поле и карточках почти всегда обозначается пиктограммами или другими образными символами. Во-первых, это делает игры доступными для маленьких детей, а во-вторых, способствует их международному распространению, поскольку для локализации часто требуется лишь перевести правила.

### Правила
Для игр немецкого стиля характерны лаконичные, простые правила, без исключений и особых условий. Тем не менее, глубина игры достигается хорошо продуманным игровым механизмом, который подходит как для новичков и случайных игроков, так и для знатоков. Роль везения (например, путём бросания костей или сдачи карт) уравновешивается влиянием игроков на собственные решения; баланс подбирается так, чтобы опытный игрок мог реализовать своё преимущество, но при этом новичок сохранял шансы на выигрыш, необходимые для поддержания интереса к игре.

### Продолжительность игры
Большинство настольных игр немецкого стиля рассчитаны на 60–90 минут игрового времени, некоторые из них и большинство карточных вариантов — на 30–45 минут. Игровое время почти всегда задано игровым механизмом, так что затяжные партии как, например, в «Монополии» или «Риске», практически невозможны. Победитель зачастую определяется по набранным очкам: либо после фиксированного количества кругов, либо при наборе определённого количества очков одним из игроков.

### Течение игры
Все участники остаются в игре до конца партии. Преждевременное выбывание игроков, которое требуется для победы, например, в «Монополии», в играх немецкого стиля не встречается. Обычно игровой механизм сбалансирован таким образом, что игроки к концу партии имеют относительно близкие результаты; предрешённость игры или отставание одного игрока избегается.

### Количество игроков
В играх немецкого стиля количество участников варьируется обычно от 2 до 4 или от 3 до 6. Обычно игровая механика построена таким образом, чтобы игра одинаково подходила для разного количества игроков, хотя это работает не всегда. Соответствующие различия частично уравновешиваются варьированием правил. В отношении возраста игроков большинство игр по своему оформлению, тематике и понятности правил подходят для всей семьи: как для детей, так и для взрослых.

### Тематика
Настольные игры немецкого стиля не содержат насилия. Война и сражения не являются их центральным элементом. В них обычно отсутствует возможность прямого препятствования и борьбы между участниками, или это сильно ограничено и не является определяющей частью игры. Частично механизм содержит конкретные игровые фазы, требующие кооперации между игроками (например, обмена). Торговля ресурсами тоже часто используется как игровой элемент.

### Взаимодействие
Важным элементом настольных игр немецкого стиля является общение и взаимодействие игроков посредством торговли или предопределённых механизмов кооперации. В идеале, каждый игрок вовлечён в игру тем или иным способом даже вне своего хода.

### Расширяемость
В последние годы лучшие игры немецкого стиля расширяемы. С одной стороны, это касается официально публикуемых расширений, добавляющих игровые элементы для проведения партий с большим количеством участников. С другой стороны, механика, лежащая в основе этих игр, позволяет варьировать правила и приспосабливать их к личным предпочтениям без отрицательного эффекта.

## Наиболее известные игры и авторы
- Колонизаторы (англ. Settlers of Catan, 1996 год) — Клаус Тойбер
- Каркассон (фр. Carcassonne, 2000 год) — Клаус-Юрген Вреде[англ.]
- Цитадели (фр. Citadelles, 2000 год) — Бруно Файдутти[англ.]
- Пуэрто-Рико (Puerto Rico, 2002 год) — Андреас Зайфарт[англ.]
- Билет на поезд (англ. Ticket to Ride, 2004 год) — Алан Р. Мун[англ.]
- Пандемия (англ. Pandemic (board game), 2008 год) — Мэтт Ликок[англ.]